# Chinchin Pampa
Chinchin Pampa es un caserío peruano ubicado en el distrito de Ayabaca, perteneciente a la provincia homónima del departamento de Piura, al norte del Perú. 

## Ubicación
Chinchin Pampa se ubica al norte de la provincia de Ayabaca, en el distrito de Ayabaca, en el departamento de Piura.

## Demografía
En 2017 Chinchin Pampa tenía una población de 65 habitantes.
| Gráfica de evolución demográfica de Chinchin Pampa entre 1993 y 2017 |
|                                                                      |
| Fuentes: Población 1993 y 2017                                       |